# Ziba (chi ốc biển)
Ziba là một chi ốc biển, là động vật thân mềm chân bụng sống ở biển trong họ Mitridae.

## Các loài
Các loài thuộc chi Ziba bao gồm:
- Ziba abyssicola (Schepman, 1911)[3]
- Ziba aglais Li, Zhang & Li, 2005[4]
- Ziba annulata (Reeve, 1844)[5]
- Ziba astyagis (Dohrn, 1860)[6]
- Ziba atenuata (Broderip, 1836)[7]
- Ziba bacillum (Lamarck, 1811)[8]
- Ziba bantamensis (Oostingh, 1939)[9]
- Ziba calodinota (S.S. Berry, 1960)[10]
- Ziba candida (Reeve, 1845)[11]
- Ziba carinata (Swainson, 1824)[12]
- Ziba cernohorskyi Rehder & Wilson, 1975[13]
- Ziba cloveri (Cernohorsky, 1971)[14]
- Ziba duplilirata (Reeve, 1845)[15]
- Ziba edithrexae (Sphon, 1976)[16]
- Ziba erythrogramma (Tomlin, 1931)[17]
- Ziba flammea (Quoy & Gaimard, 1833)[18]
- Ziba fulgetrum (Reeve, 1844)[19]
- Ziba gambiana (Dohrn, 1861)[20]
- Ziba gigantea (Reeve, 1844)[21]
- Ziba insculpta (A. Adams, 1851)[22]
- Ziba interlirata (Reeve, 1844)[23]
- Ziba intersculpta (Sowerby, 1870)[24]
- Ziba kermadecensis Cernohorsky, 1978[25]
- Ziba maui (Kay, 1979)[26]
- Ziba ogoouensis Biraghi, 1984[27]
- Ziba phorminx (S.S. Berry)[28]
- Ziba pretiosa (Reeve, 1844)[29]
- Ziba rehderi (Webb, 1958)[30]
- Ziba verrucosa (Reeve, 1845)[31]

## Hình ảnh

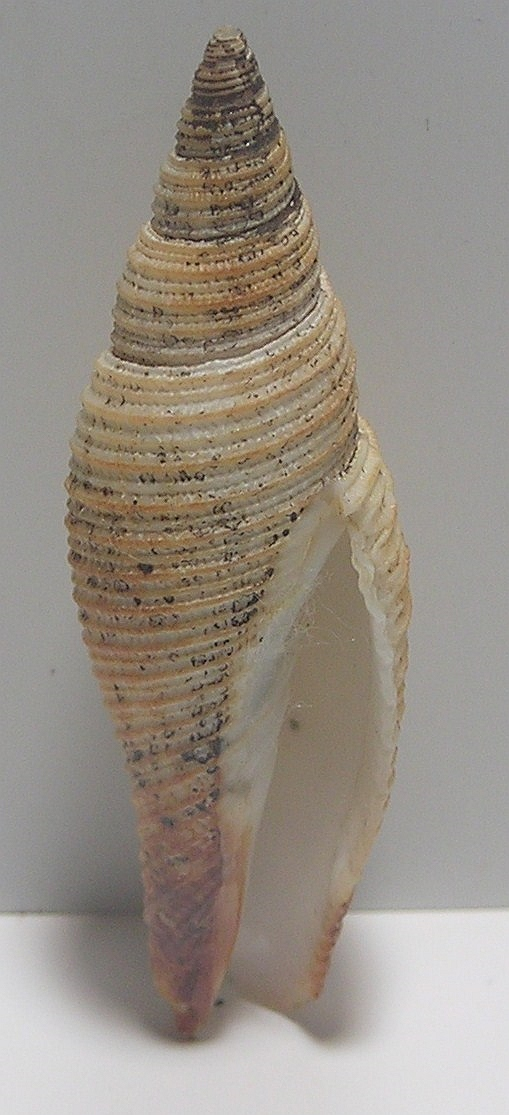